# Oreste Calzolari

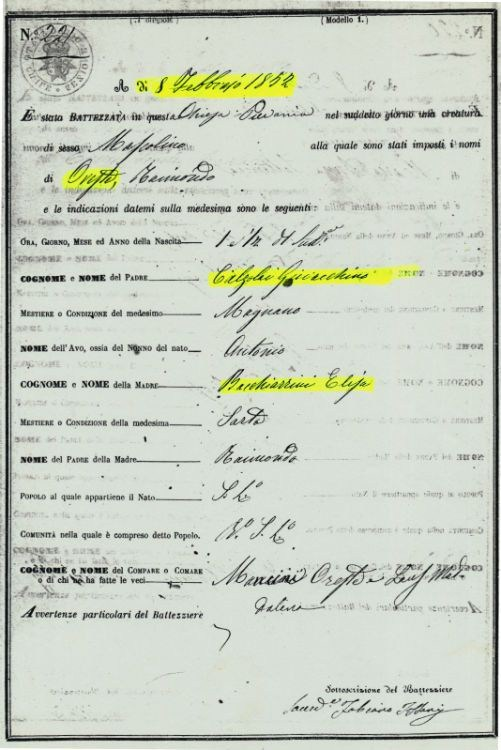
L’atto di nascita di Oreste Calzolai (Archivio Anagrafico della Pieve di Borgo San Lorenzo)

Oreste Calzolai (Borgo San Lorenzo, 3 febbraio 1852 – Mestre, 7 ottobre 1920) è stato uno scultore italiano.

## Biografia
Oreste Calzolari (o Calzolai), nacque a Borgo San Lorenzo l'8 febbraio 1852 da Giovacchino di professione “magnano” (artigiano del ferro, fabbro-ferraio) e da Elisa Baschiarini (sarta), famigliola che abitava all'epoca nell'antica via di Malacoda (via Mazzini fu denominata solamente nel 1880), in una casetta a pochi metri da Porta Fiorentina all'epoca imponente ed ancora merlata.

Calzolari aveva studiato all'Accademia di belle arti di Firenze dal 1879 al 1882, proseguendo poi gli studi presso l'Università Raffaello Sanzio di Urbino. Si distinse poi in importanti esposizioni nazionali ed estere. Il suo nome era corso a Firenze per aver scolpito nel 1902 il Monumento ai Caduti di Mentana, allogato nell'omonima piazza sul Lungarno Fiorentino, e quattro anni dopo per aver eseguito un più impegnativo monumento in bronzo sull'Incontro di Teano, fra Garibaldi e Vittorio Emanuele II, per la piazza di Fiesole.

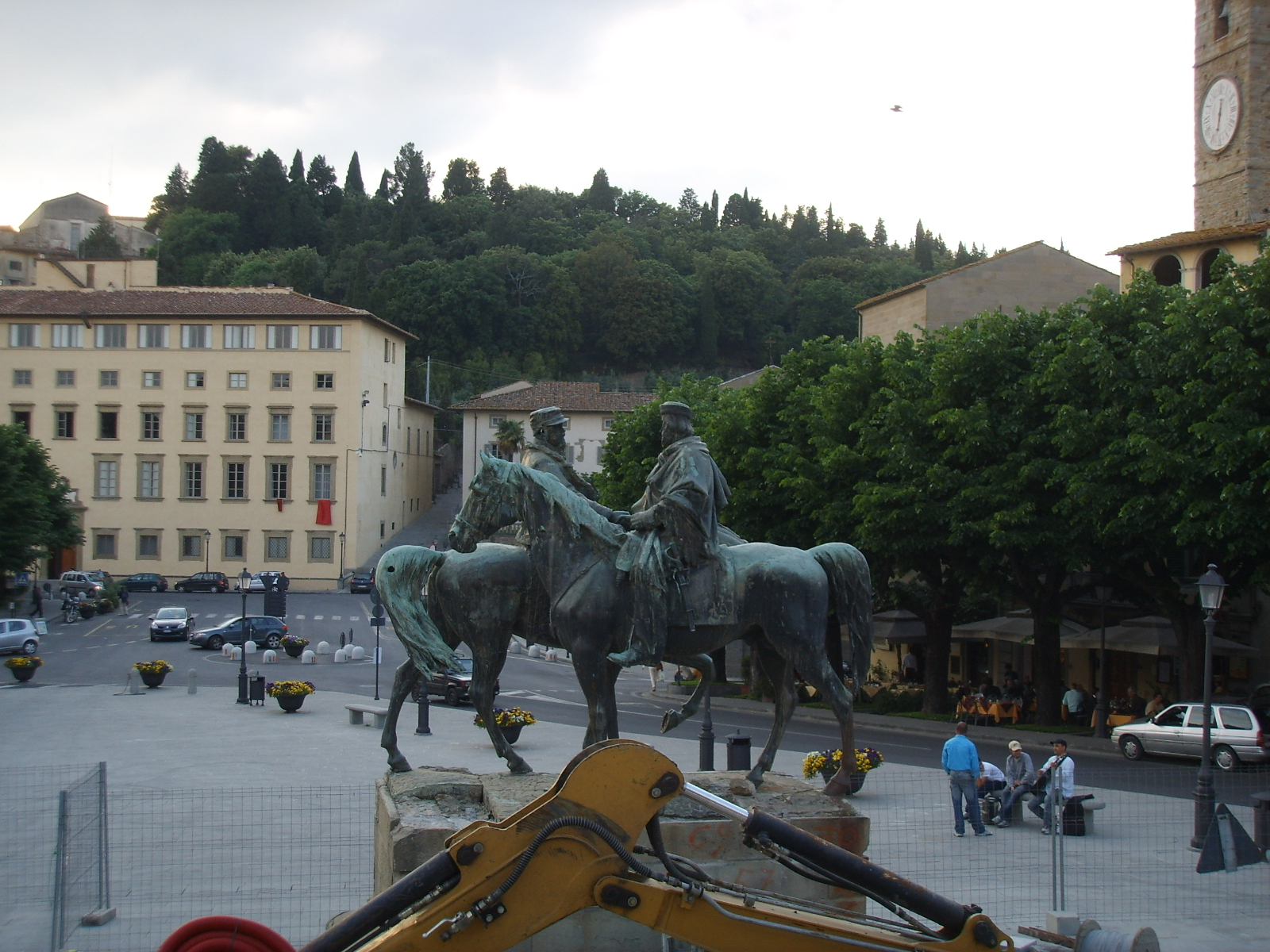
Incontro a Teano

Leto Chini in visita nel suo studio fiorentino rimase colpito dal grande complesso monumentale di Garibaldi e del Re Vittorio Emanuele; infatti scrisse: “chi visitasse il suo studio potrebbe ammirare un monumento pronto per la fusione in bronzo rappresentante l'incontro di Vittorio Emanuele e Garibaldi a Teano eseguito per commissione di un comitato di Fiesole e che presto dovrà sorgere sulla piazza centrale di quella città. Sono due statue equestri colossali e mai m'è stato dato vedere cavalli e cavalieri così ben modellati e perfetti. Si può dire non meno ammirarvi il Monumento per i Caduti a Mentana che sorgerà sulla piazza d'Arno a Firenze….”.
Lo scultore fu chiamato nel 1904 dai fratelli Bondi alla direzione artistica della Manifattura di Signa, legandosi a quel territorio e contribuendo non poco ad innalzare a livelli di eccellenza l'azienda per la quale lavorava contaminando con le sue alte capacità tecniche ed artistiche i numerosi addetti alla riproduzione di ceramiche d'arte.
A Signa conosce il giovanissimo Mario Moschi e l'ancor più giovane Renato Bertelli che furono indirizzati dal Calzolari allo studio della scultura all'Accademia di Belle Arti di Firenze.
Calzolari influenzerà anche il piccolo Bruno Catarzi, lo toglierà dai piccoli lavori che faceva, portandolo con sé alla Manifattura di Signa, affinché prendesse confidenza con l'esercizio plastico e le belle forme, e sotto la guida degli artigiani venne istruito sui modi degli impasti e delle formature dei modelli fino ai segreti del fuoco e delle patine.*

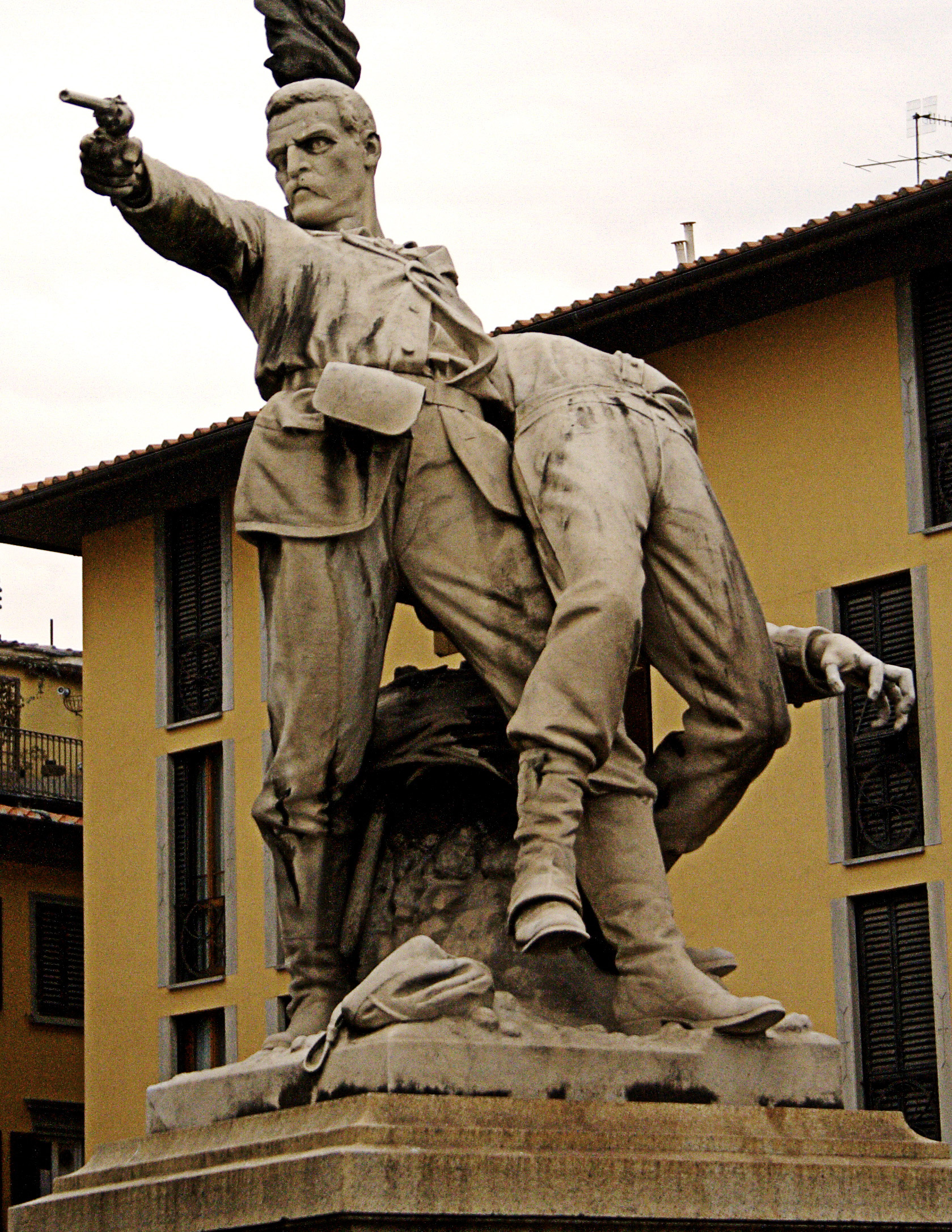
Monumento ai caduti di Mentana

## Monumenti
- Monumento ai Caduti di Mentana, situato in Piazza Mentana a Firenze, 1902
- Incontro di Teano, Piazza Mino da Fiesole, Fiesole, 1906